# China Cargo Airlines
China Cargo Airlines é uma empresa aérea de carga com sede em Xangai, na China, foi fundada em 1998 sendo uma subsidiária da China Eastern Airlines.

## Frota
Em agosto de 2017:
- Boeing 747-400ERF: 2
- Boeing 747-400F: 1
- Boeing 777F: 6

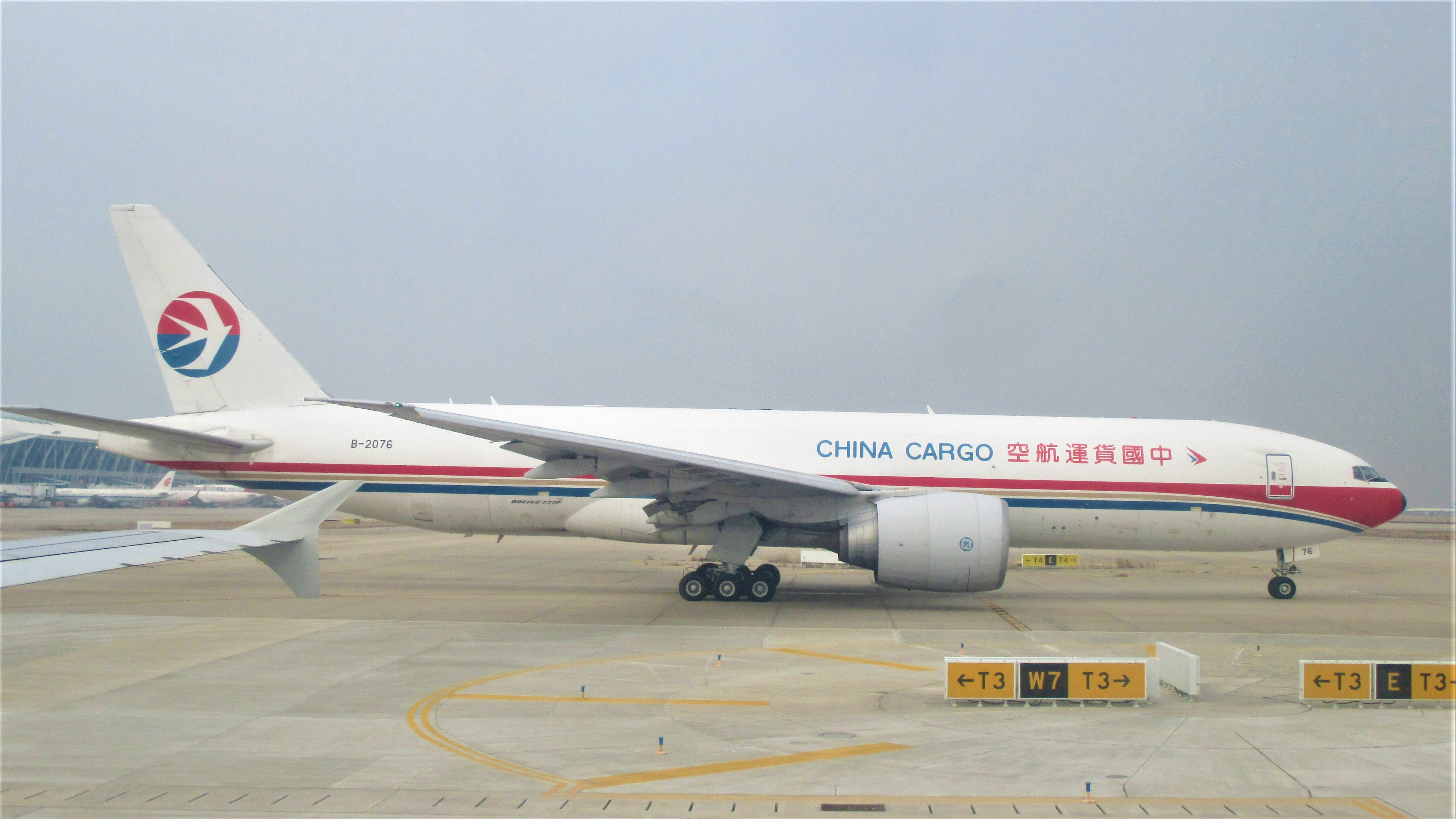
Boeing 777F
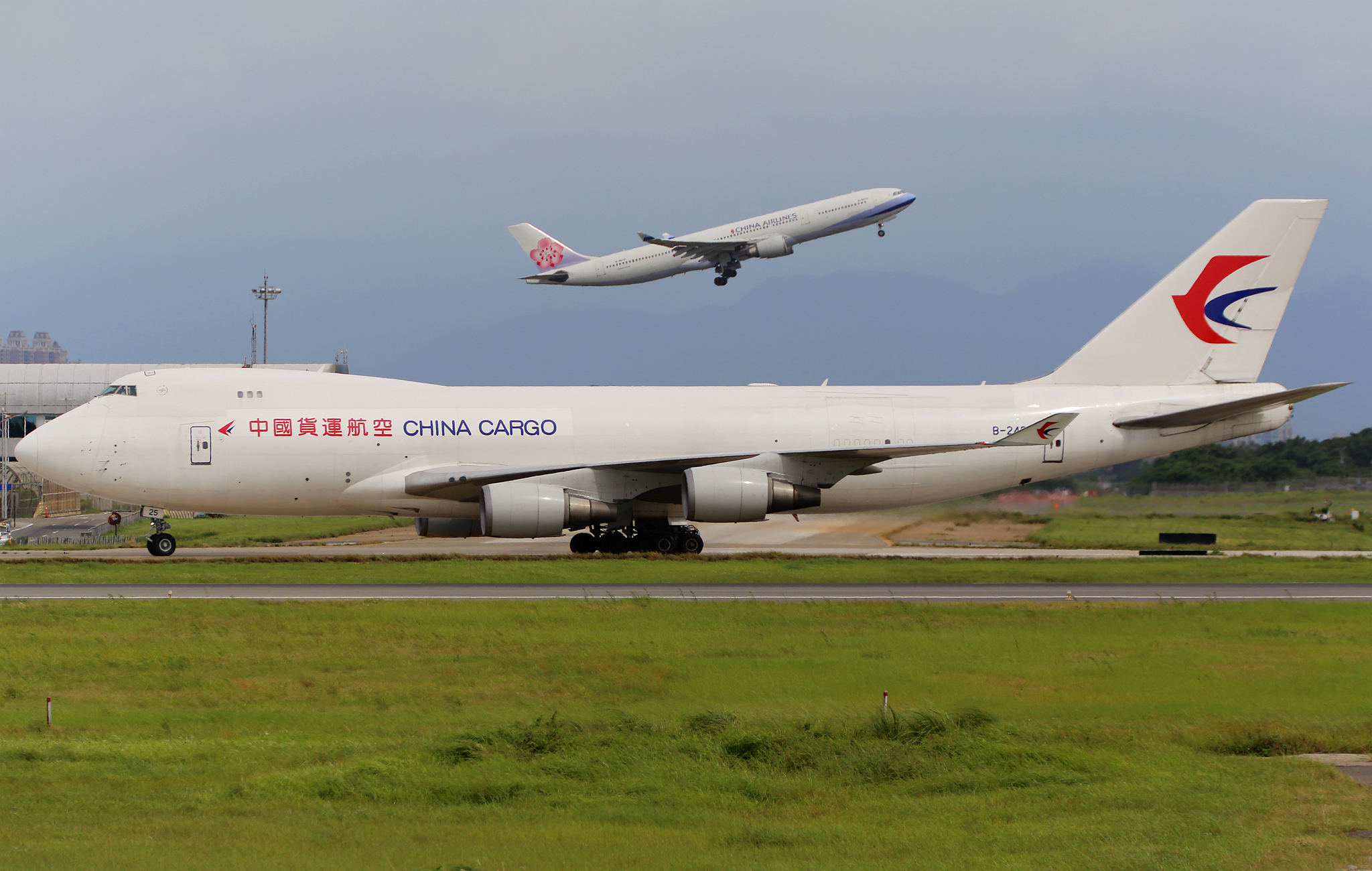
Boeing 747-400ERF